# Karviná (distrikt)
Karviná (tjeckiska: Okres Karviná) är ett distrikt i Mähren-Schlesien i Tjeckien. Centralort är Karviná. Distriktet bildades 1960, då den administrativa indelningen i Tjeckoslovakien reformerades. Området tillhörde tidigare distriktet Fryštát.